# Гаяна на Чемпіонаті світу з легкої атлетики 2017
Гаяна на Чемпіонаті світу з легкої атлетики 2017, що проходив з 4 по 13 серпня 2017 року в Лондоні (Велика Британія) була представлена 4 спортсменами.

## Результати

### Чоловіки
Трекові і шосейні дисципліни
| Спортсмен      | Дисципліна | Забіги    | Забіги | Півфінал        | Півфінал        | Фінал           | Фінал           |
| Спортсмен      | Дисципліна | Результат | Місце  | Результат       | Місце           | Результат       | Місце           |
| -------------- | ---------- | --------- | ------ | --------------- | --------------- | --------------- | --------------- |
| Вінстон Джордж | 200 м      |           |        |                 |                 |                 |                 |
| Вінстон Джордж | 400 м      | 46.02     | 35     | Завершив виступ | Завершив виступ | Завершив виступ | Завершив виступ |

Технічні дисципліни
| Спортсмен  | Дисципліна        | Кваліфікація | Кваліфікація | Фінал     | Фінал |
| Спортсмен  | Дисципліна        | Результат    | Місце        | Результат | Місце |
| ---------- | ----------------- | ------------ | ------------ | --------- | ----- |
| Трой Доріс | Потрійний стрибок |              |              |           |       |

### Жінки
Трекові і шосейні дисципліни
| Спортсмен        | Дисципліна | Забіги    | Забіги | Півфінал  | Півфінал | Фінал     | Фінал |
| Спортсмен        | Дисципліна | Результат | Місце  | Результат | Місце    | Результат | Місце |
| ---------------- | ---------- | --------- | ------ | --------- | -------- | --------- | ----- |
| Бренесса Томпсон | 100 м      |           |        |           |          |           |       |
| Бренесса Томпсон | 200 м      |           |        |           |          |           |       |
| Кадеція Бейрд    |            |           |        |           |          |           |       |